# Potencial electroquímic
En biologia cel·lular, el potencial electroquímic fa referència a les propietats elèctriques i químiques de la membrana cel·lular. Aquestes propietats es deuen als potencials iònics i poden representar un tipus d'energia potencial disponible per a dur a terme treball en la cèl·lula. Un potencial electroquímic té dos components, un elèctric i un altre químic. El component elèctric és resultat de la diferència de càrrega a través de la membrana lipídica; el component químic és resultat de la concentració diferencial d'ions a través de la membrana. La combinació d'ambdós factors determina la direcció termodinàmica favorable pel moviment d'un ió a través de la membrana.